# Eccellenza Campania 2003-2004
Il campionato italiano di calcio di Eccellenza regionale 2003-2004 è stato il tredicesimo organizzato in Italia. Rappresenta il sesto livello del calcio italiano.
Questi sono i gironi organizzati dal comitato regionale della regione Campania.

## Girone A

### Squadre partecipanti
| Club                               | Città (provincia)           | Stadio | Stagione precedente |
| ---------------------------------- | --------------------------- | ------ | ------------------- |
| Pol. Acerrana                      | Acerra (NA)                 |        |                     |
| U.S. Alba Durazzano Sant'Agata     | Durazzano (BN)              |        |                     |
| U.S. Arzanese                      | Arzano (NA)                 |        |                     |
| Capri S.S.D.P.A.                   | Capri (NA)                  |        |                     |
| A.C. Cervinara                     | Cervinara (AV)              |        |                     |
| Pol. El Brazil                     | Bacoli (NA)                 |        |                     |
| A.C. Gaudianum Torrese             | Torre del Greco (NA)        |        |                     |
| Internapoli Camaldoli              | Napoli                      |        |                     |
| Ischia                             | Ischia (NA)                 |        |                     |
| S.S. La Baronia                    | Pontelatone (CE)            |        |                     |
| Ponte Calcio 1992                  | Ponte (BN)                  |        |                     |
| Portici                            | Portici (NA)                |        |                     |
| F.C. Riop Sangiuseppese            | San Giuseppe Vesuviano (NA) |        |                     |
| Polisportiva San Giorgio a Cremano | San Giorgio a Cremano (NA)  |        |                     |
| Polisportiva Succivo               | Succivo (CE)                |        |                     |
| A.S.C. Virtus Volla                | Volla (NA)                  |        |                     |

### Classifica finale
|  | Pos. | Squadra                   | Pt | G  | V  | N  | P  | GF | GS | DR  |
|  | ---- | ------------------------- | -- | -- | -- | -- | -- | -- | -- | --- |
|  | 1.   | Acerrana                  | 69 | 30 | 21 | 6  | 3  | 51 | 16 | +35 |
|  | 2.   | Ischia                    | 64 | 30 | 19 | 7  | 4  | 55 | 19 | +36 |
|  | 3.   | Gaudianum Torrese         | 59 | 30 | 18 | 5  | 7  | 43 | 25 | +18 |
|  | 4.   | Capri                     | 55 | 30 | 16 | 7  | 7  | 40 | 26 | +14 |
|  | 5.   | Alba Durazzano Sant'Agata | 49 | 30 | 15 | 4  | 11 | 46 | 33 | +13 |
|  | 6.   | El Brazil Flegrea         | 44 | 30 | 11 | 11 | 8  | 49 | 29 | +20 |
|  | 7.   | Arzanese                  | 40 | 30 | 11 | 7  | 12 | 43 | 42 | +1  |
|  | 8.   | Virtus Volla              | 40 | 30 | 11 | 7  | 12 | 38 | 37 | +1  |
|  | 9.   | San Giorgio a Cremano     | 37 | 30 | 10 | 7  | 13 | 37 | 45 | -8  |
|  | 10.  | Ponte                     | 35 | 30 | 8  | 11 | 11 | 43 | 45 | -2  |
|  | 11.  | Succivo                   | 31 | 30 | 7  | 10 | 13 | 30 | 43 | -13 |
|  | 12.  | La Baronia                | 31 | 30 | 7  | 10 | 13 | 31 | 46 | -15 |
|  | 13.  | Portici                   | 30 | 30 | 8  | 6  | 16 | 25 | 45 | -20 |
|  | 14.  | Cervinara                 | 30 | 30 | 7  | 9  | 14 | 24 | 47 | -23 |
|  | 15.  | Riop Sangiuseppese        | 26 | 30 | 6  | 8  | 16 | 24 | 50 | -26 |
|  | 16.  | Internapoli Camaldoli     | 19 | 30 | 4  | 7  | 19 | 23 | 54 | -31 |

## Girone B

### Squadre partecipanti
| Club                                 | Città (provincia)        | Stadio | Stagione precedente |
| ------------------------------------ | ------------------------ | ------ | ------------------- |
| U.S. Agropoli                        | Agropoli (SA)            |        |                     |
| A.C. Baiano                          | Baiano (AV)              |        |                     |
| A.S. Baronissi Calcio                | Baronissi (SA)           |        |                     |
| A.S. Città di Vico Equense           | Vico Equense (NA)        |        |                     |
| A.S.D. Comprensorio Gelbison Cilento | Vallo della Lucania (SA) |        |                     |
| S.S. Eclanese                        | Mirabella Eclano (AV)    |        |                     |
| U.S. Giffonese                       | Giffoni Valle Piana (SA) |        |                     |
| Gragnano                             | Gragnano (NA)            |        |                     |
| A.S. Ippogrifo Sarnese               | Sarno (SA)               |        |                     |
| A.C. Pro Ebolitana                   | Eboli (SA)               |        |                     |
| Real Quadrelle Calcio                | Quadrelle (AV)           |        |                     |
| A.C. Sant'Antonio Abate              | Sant'Antonio Abate (NA)  |        |                     |
| Saviano                              | Saviano (NA)             |        |                     |
| Scafatese                            | Scafati (SA)             |        |                     |
| A.C. Solofra                         | Solofra (AV)             |        |                     |
| Pol. Teoreo Montoro Inferiore        | Montoro Inferiore (AV)   |        |                     |

### Classifica finale
|  | Pos. | Squadra                       | Pt | G  | V  | N  | P  | GF | GS | DR  |
|  | ---- | ----------------------------- | -- | -- | -- | -- | -- | -- | -- | --- |
|  | 1.   | Scafatese                     | 68 | 30 | 21 | 5  | 4  | 61 | 20 | +41 |
|  | 2.   | Solofra                       | 66 | 30 | 20 | 6  | 4  | 51 | 20 | +31 |
|  | 3.   | Città di Vico Equense         | 62 | 30 | 18 | 8  | 4  | 55 | 28 | +27 |
|  | 4.   | Gragnano                      | 58 | 30 | 16 | 10 | 4  | 43 | 24 | +19 |
|  | 5.   | Sant'Antonio Abate            | 49 | 30 | 15 | 4  | 11 | 37 | 30 | +7  |
|  | 6.   | Comprensorio Gelbison Cilento | 43 | 30 | 10 | 13 | 7  | 35 | 25 | +10 |
|  | 7.   | Teoreo Montoro                | 43 | 30 | 11 | 10 | 9  | 39 | 33 | +6  |
|  | 8.   | Eclanese                      | 42 | 30 | 11 | 9  | 10 | 31 | 33 | -2  |
|  | 9.   | Pro Ebolitana                 | 40 | 30 | 11 | 7  | 12 | 37 | 33 | +4  |
|  | 10.  | Agropoli                      | 35 | 30 | 9  | 8  | 13 | 28 | 32 | -4  |
|  | 11.  | Saviano                       | 32 | 30 | 8  | 8  | 14 | 40 | 42 | -2  |
|  | 12.  | Ippogrifo Sarnese             | 32 | 30 | 7  | 11 | 12 | 32 | 48 | -16 |
|  | 13.  | Baiano                        | 30 | 30 | 7  | 9  | 14 | 33 | 46 | -13 |
|  | 14.  | Baronissi                     | 27 | 30 | 6  | 9  | 15 | 20 | 47 | -27 |
|  | 15.  | Giffonese                     | 20 | 30 | 4  | 8  | 18 | 20 | 50 | -30 |
|  | 16.  | Real Quadrelle                | 9  | 30 | 3  | 1  | 26 | 14 | 65 | -51 |